# AMX-32
AMX-32 — французький основний бойовий танк, розроблений компанією AMX у 1970-х як танк, призначений для експорту, але виробничих замовлень так і не отримав.

## Броня
На відміну від свого попередника — AMX-30, AMX-32 має кращий бронезахист. Має цільну башту замість литої як у AMX-30. Також має захист від ядерної зброї.

## Управління вогнем та спостереження
Траверс башти та підйом основної гармати забезпечується електрогідравлічним приводом. Основна гармата може стабілізуватися за допомогою сервоприводу, використовуючи вхідні сигнали, що надходять від стабілізованої дзеркальної головки панорамного прицілу командира M527.

### Навідник
Навідник використовує оптичний приціл APX M581 зі збільшенням ×10 з вбудованим лазерним далекоміром APX M550 (також відомий як CILAS TCV 80). Можливість розбіжності зменшується, оскільки приціл є невід'ємною частиною мантії. Телевізійна камера Thomson CSF DIVT-13 зі слабким світлом (LLLTV) зі збільшенням ×1 дозволяє вести нічне спостереження на відстані до 1200 м. Отримане зображення виводиться на два телевізійні монітори (навідника та командира). Навідник також має два єпископи для безпосереднього спостереження.

### Командир
Командир має останню ітерацію купола TOP 7 з вісьмома єпископами. Під кожним єпископом розміщена кнопка, що дозволяє швидко навести приціл на спостережувану ділянку. Гіростабілізований панорамний приціл SFIM M527 з трьома каналами: два денних (×2 і ×8) і один нічний (×1) з посиленням світла, що дозволяє вести спостереження вночі на відстані до 300—400 м.

### Навантажувач
Навідник має в своєму розпорядженні один лівосторонній епіскоп і два обертових перископи.